# Montesa Cota 200
La Montesa Cota 200 fou un model de motocicleta de trial de la gamma Cota de Montesa que es fabricà entre 1980 i 1981. Amb una cilindrada de 173,7 cc i un pes molt lleuger (86 Kg), la Cota 200 representà la primera incursió seriosa de Montesa dins el sector de les motos de trial petites però altament competitives, molt de moda a l'època arran del llançament de les Fantic de 180 i 200 cc. Cal dir que la marca catalana ja havia provat quelcom de semblant el 1975 amb la Cota 172, tot i que aquell model era més aviat una moto d'esbarjo que no pas una de competició d'alt nivell.
La Cota 200 es mantingué en catàleg un parell d'anys amb aquesta denominació fins que, d'ençà de 1982 i durant un breu període, fou comercialitzada per Honda sota la denominació MH 200 a través de la seva xarxa de concessionaris a Europa. El 1984, el model fou substituït per la nova Cota 242, una versió millorada del mateix concepte.

## Versions
Tant la Cota 200 com la MH 200 s'identificaven amb el mateix codi de model, el 29M.

### Llista de versions produïdes
| Versió        | Cilindrada | Anys        | Núm. Sèrie | Pintura dipòsit                        |
| ------------- | ---------- | ----------- | ---------- | -------------------------------------- |
| Cota 200 "80" | 173,7 cc   | 1980 - 1981 | 29M0001-   | Blanc                                  |
| MH 200        | 173,7 cc   | 1982 - 1983 | ?          | Vermell carbassós amb franges blanques |

### Versió "80"
La Cota 200 oferia les mateixes característiques tècniques que les seves antecessores i presentava una estètica idèntica al model superior de la gamma, la Cota 349, per bé que en mida reduïda: conjunt dipòsit-selló blanc d'una sola peça abatible, motor de dos temps monocilíndric refrigerat per aire amb canvi de 6 velocitats, bastidor de doble bressol vermell, frens de tambor i amortidors de forquilla convencional davant i telescòpics darrere. A més, incorporava elements nous de trinca, com ara el cilindre (amb aletes arrissades), el xassís i la tapa dreta del càrter.
Un dels pilots més reeixits amb la Cota 200 en competició va ser Nigel Birkett. A mitja temporada de 1980, l'anglès va canviar la seva Cota 349 per aquest nou model i a partir d'aleshores va obtenir diverses victòries en proves de renom britàniques.
Fitxa tècnica
| Cota 200 versió "80" | Cota 200 versió "80"  | Cota 200 versió "80" |
| -------------------- | --------------------- | -------------------- |
|                      | Cota 200              |                      |
| Núm. Sèrie           | 29M0001-              |                      |
| Anys                 | 1980 - 1981           |                      |
| CC                   | 173,7                 |                      |
| Diàmetre x Carrera   | 54 x 64 mm            |                      |
| Compressió           | 11,5:1                |                      |
| CV                   | 10 a 6.500 rpm        |                      |
| Carburador           | Amal L-720 20 mm      |                      |
| Canvi                | 6 velocitats          |                      |
| Suspensió davant     | Forquilla telescòpica |                      |
| Suspensió darrera    | Amortidors hidràulics |                      |
| Pneumàtic davant     | 2,75 x 21             |                      |
| Pneumàtic darrera    | 4,00 x 18             |                      |
| Frens davant         | Tambor 110 mm         |                      |
| Frens darrera        | Tambor 110 mm         |                      |
| Pes en sec           | 86 Kg                 |                      |
| Capacitat dipòsit    | 4,9 litres            |                      |
| Pintura dipòsit      | Blanc                 |                      |
| Velocitat màxima     | 85 km/h               |                      |

### MH 200
La "MH 200" era bàsicament una Cota 200 versió "80" amb un acabat estètic diferent. Fou una operació empresarial d'Honda encaminada a alliberar estocs no venuts, els quals es distribuïren amb aquesta denominació en exclusiva per la seva xarxa comercial a Europa durant un parell d'anys. Tècnicament, el que es va fer fou agafar les Cota 200 no venudes, pintar-les de color vermell mat tirant a carbassa, amb unes franges blanques, i pràcticament res més.
Fitxa tècnica
| MH 200             | MH 200                                 | MH 200 |
| ------------------ | -------------------------------------- | ------ |
| Núm. Sèrie         | ?                                      |        |
| Anys               | 1982 - 1983                            |        |
| CC                 | 173,7                                  |        |
| Diàmetre x Carrera | 54 x 64 mm                             |        |
| Compressió         | 11,5:1                                 |        |
| CV                 | 10 a 6.500 rpm                         |        |
| Carburador         | Amal L-720 20 mm                       |        |
| Canvi              | 6 velocitats                           |        |
| Suspensió davant   | Forquilla telescòpica                  |        |
| Suspensió darrera  | Amortidors hidràulics                  |        |
| Pneumàtic davant   | 2,75 x 21                              |        |
| Pneumàtic darrera  | 4,00 x 18                              |        |
| Frens davant       | Tambor 110 mm                          |        |
| Frens darrera      | Tambor 110 mm                          |        |
| Pes en sec         | 86 Kg                                  |        |
| Capacitat dipòsit  | 4,9 litres                             |        |
| Pintura dipòsit    | Vermell carbassós amb franges blanques |        |
| Velocitat màxima   | 85 km/h                                |        |